# Альвар (коммуна)
Альвар (фр. Allevard) — коммуна во Франции, находится в регионе Рона — Альпы. Департамент коммуны — Изер. Входит в состав кантона От-Грезиводан. Округ коммуны — Гренобль.
Код INSEE — 38006. Население коммуны на 2012 год составляло 3881 человек. Населённый пункт находится на высоте от 399 до 2749 метров над уровнем моря. Муниципалитет расположен на расстоянии около 480 км юго-восточнее Парижа, 105 км юго-восточнее Лиона, 36 км северо-восточнее Гренобля. Мэр коммуны — Philippe Langénieux-Villard, мандат действует на протяжении 2014—2020 годов.
Динамика населения (INSEE):

## Города-побратимы
- Менаджо, Италия (1991)